# 2209 Tianjin
2209 Tianjin (1978 US1) là một tiểu hành tinh vành đai chính được phát hiện ngày 28 tháng 10 năm 1978 ở Đài thiên văn Tử Kim Sơn.